# 臺灣民主運動支援會
臺灣民主運動支援會（英語：、OSDMT）是個活躍於1970至1980年代的美國留學生社團，宗旨為支援臺灣的民主運動。

## 歷史
1970年代的海外保釣運動引起了1978年的营救陳明忠活動，由一群芝加哥大學留學生組織。
1979年林孝信與這些學生發起了臺灣民主運動支援會，並將之註冊為501(c)(3)非營利組織，在海外支持臺灣的民主運動
。
1987年臺灣解嚴後，此會便解散。

## 刊物
臺灣民主運動支援會成立後即創辦《民主台灣》雜誌，1979至1987，共41期。宗旨為支持臺灣的民主運動。1987年臺灣解嚴後，臺灣民主運動支援會解散，此雜誌亦告停刊。
某些期刊保留於以下各網:
- 民主台灣存檔[7]
- University of Pittsburgh Library System[8]
- Google Books
  - 16-19，30-32期 [9]
  - 21-25期 [10]
  - 34-40期 [11]

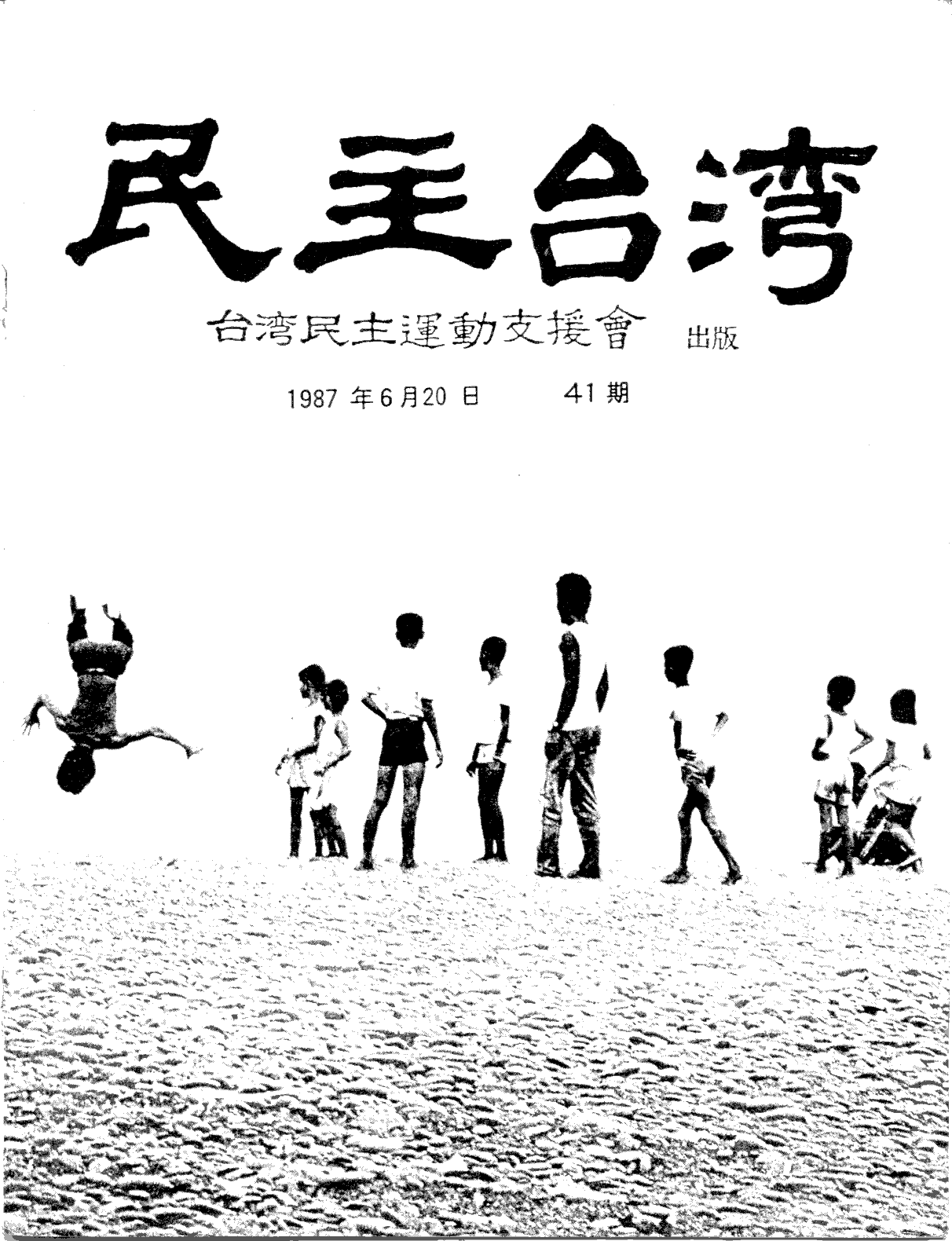
最後一期封面